# 쿠시니 옝기
쿠시니 보자 옝기(영어: Kusini Boja Yengi, 1999년 1월 15일~)는 호주의 축구 선수이다. 주 포지션은 공격수이다. 현재 잉글랜드 EFL 챔피언십의 포츠머스 FC에서 활동하고 있다.

## 어린 시절
잉기는 1970년대 초 호주로 이주한 남수단 출신의 난민 운동가 벤(Ben)과 영국 태생의 영장류학자인 엠마 옝기(Emma Yengi) 사이에서 태어났다.

## 클럽 경력

### 애들레이드 유나이티드
2020년 2월 21일, 옝기는 2-5로 패한 웨스턴 시드니 원더러스와의 경기에서 후반 67분에 교체 출전하며 애들레이드 유나이티드 데뷔전을 치렀다.
2021년 3월 13일, 그는 오리지널 라이벌로 불리는 멜버른 빅토리와의 중요한 경기에서 골과 도움을 기록했다.

### 웨스턴 시드니 원더러스
2022년 11월 12일에 열린 시드니 FC와의 시드니 더비에서 밀로시 닌코비치의 도움을 받은 옝기는 승리를 차지하는 결승골을 기록했으며, 이후 알리안츠 스타디움에서 열린 시드니 더비에서도 아모르 라유니의 도움을 받아 두번 모두 득점했다.

### 포츠머스
2023년 7월 2일, 옝기는 EFL 리그 원의 포츠머스 FC와 비공개 이적료로 계약하였다. 8월 5일, 브리스틀 로버스와의 경기에서 동점골을 넣었고, 경기는 1-1로 끝났다. 3일 후, 그는 포리스트 그린 로버스와의 카라바오컵 1라운드 경기에서 2골을 넣으며 3-1 승리를 이끌었다.
2024년 4월 16일 열린 반즐리와의 리그 원 44라운드 경기에서 0-1로 뒤지던 전반 9분에 동점골을 기록하며 승리에 일조했고, 포츠머스는 이 경기에서 3-2로 승리하며 리그 우승을 확정해 12년만에 챔피언십으로의 승격이 확정되었다.

## 국가대표팀 경력
옝기는 2023년 11월에 방글라데시와 팔레스타인과의 2026년 FIFA 월드컵 아시아 지역 2차 예선을 위해 호주 국가대표팀에 처음으로 차출되었다. 그는 전 애들레이드 유나이티드 팀 동료였던 크레이그 굿윈과 조 가우치와 함께 대표팀 명단에 이름을 올렸다. 11월 16일 호주 멜버른에서 열린 방글라데시와의 경기에 브랜든 보렐로와 72분 교체 투입되며 국가대표팀 데뷔전을 치렀다.
옝기는 카타르에서 열리는 2023년 AFC 아시안컵에 참가할 그레이엄 아널드의 선수단에 선발되었고, 대회 전 바레인과의 친선 경기에 출전했다. 잉기는 우즈베키스탄과의 조별리그 3차전에서 첫 선발 출전을 했다.
2024년 3월 26일, 옝기는 레바논과의 2026년 FIFA 월드컵 예선 경기에서 국가대표팀 데뷔골을 기록했다.

## 개인사
옝기의 동생인 테테 옝기(Tete Yengi)도 현재 스코티시 프리미어십에 출전하는 리빙스턴에서 공격수로 뛰고 있다. 테테는 이전에 A 리그의 뉴캐슬 제츠와 EFL 챔피언십의 입스위치 타운에서 뛴 적이 있다.

## 수상

### 애들레이드 유나이티드
- 오스트레일리아 컵: 2019

### 포츠머스
- EFL 리그 원: 2023-24

## 성적

### 클럽
2024년 10월 26일  기준
| 구단명                 | 시즌    | 리그      | 리그 | 리그 | 국내컵 | 국내컵 | 리그컵 | 리그컵 | 기타 | 기타 | 합계 | 합계 |
| 구단명                 | 시즌    | 리그      | 출장 | 득점 | 출장   | 득점   | 출장   | 득점   | 출장 | 득점 | 출장 | 득점 |
| ---------------------- | ------- | --------- | ---- | ---- | ------ | ------ | ------ | ------ | ---- | ---- | ---- | ---- |
| 애들레이드 유나이티드  | 2019–20 | A-리그    | 3    | 0    | 0      | 0      | —      | —      | —    | —    | 3    | 0    |
| 애들레이드 유나이티드  | 2020–21 | A-리그    | 16   | 4    | 0      | 0      | —      | —      | —    | —    | 16   | 4    |
| 애들레이드 유나이티드  | 2021–22 | A-리그 멘 | 8    | 2    | 1      | 0      | —      | —      | —    | —    | 9    | 2    |
| 애들레이드 유나이티드  | 합계    | 합계      | 27   | 6    | 1      | 0      | —      | —      | —    | —    | 28   | 6    |
| 웨스턴 시드니 원더러스 | 2022–23 | A-리그 멘 | 18   | 4    | 0      | 0      | —      | —      | —    | —    | 18   | 4    |
| 포츠머스               | 2023–24 | 리그 원   | 26   | 9    | 1      | 0      | 1      | 2      | 3    | 2    | 31   | 13   |
| 포츠머스               | 2024-25 | 챔피언십  | 5    | 0    | 0      | 0      | 0      | 0      | —    | —    | 5    | 0    |
| 포츠머스               | 합계    | 합계      | 31   | 9    | 1      | 0      | 1      | 2      | 3    | 2    | 36   | 13   |
| 총합                   | 총합    | 총합      | 76   | 19   | 2      | 0      | 1      | 2      | 3    | 2    | 82   | 23   |

1. ↑  EFL 트로피 출전 포함

### 국제 경기
2024년 10월 15일  기준
| 국가대표팀 | 연도 | 출장 | 득점 |
| ---------- | ---- | ---- | ---- |
| 호주       | 2023 | 1    | 0    |
| 호주       | 2024 | 8    | 4    |
| 호주       | 총합 | 9    | 4    |

모든 득점과 결과의 스코어 앞 숫자는 호주의 골 기록을 먼저 나열하고, 각 득점칸은 옝기의 골 이후의 득점 상황을 나타낸다..
| No. | 날짜            | 경기장                                  | 상대팀     | 득점 | 결과 | 대회명                |
| --- | --------------- | --------------------------------------- | ---------- | ---- | ---- | --------------------- |
| 1   | 2024년 3월 26일 | 캔버라 스타디움, 호주 캔버라            | 레바논     | 1–0  | 5–0  | 2026 FIFA 월드컵 예선 |
| 2   | 2024년 6월 6일  | 바슌드하라 킹스 아레나, 방글라데시 다카 | 방글라데시 | 2–0  | 2–0  | 2026 FIFA 월드컵 예선 |
| 3   | 2024년 6월 11일 | 퍼스 렉탱귤러 스타디움, 호주 퍼스       | 팔레스타인 | 1–0  | 5–0  | 2026 FIFA 월드컵 예선 |
| 4   | 2024년 6월 11일 | 퍼스 렉탱귤러 스타디움, 호주 퍼스       | 팔레스타인 | 3–0  | 5–0  | 2026 FIFA 월드컵 예선 |